# Kragerø Idrettsforening
Il Kragerø Idrettsforening è una società calcistica norvegese con sede nella città di Kragerø. Milita nella 4. divisjon, quinto livello del campionato norvegese. Il club militò nella Norgesserien 1937-1938 e 1947-1948, all'epoca massima divisione locale.